# Emine Sultan (figlia di Mustafa II)
Emine Sultan (turco ottomano: امینہ سلطان, lett. "che è degna di fiducia" o "benevola"; Edirne o Belgrado, 1º settembre 1696 – Costantinopoli, 1739) è stata una principessa ottomana, figlia del sultano Mustafa II e sorellastra dei sultani Mahmud I e Osman III.

## Biografia

### Origini
Emine Sultan nacque il 1 settembre 1696. Al momento della sua nascita suo padre era in viaggio in Austria e parte del suo harem lo attendeva a Belgrado, mentre il resto era rimasto a Edirne. Perciò Emine potrebbe essere nata a Belgrado o a Edirne. Suo padre era il sultano ottomano Mustafa II, mentre non è nota l'identità di sua madre. 
Nel 1703 suo padre fu deposto a favore di suo fratello minore Ahmed III e lei, con le sorellastre, rinchiusa nel Vecchio Palazzo fino al suo matrimonio.

### Matrimoni
Nel 1701, Emine venne promessa in sposa ad Hasan Paşah, beylerbey di Damasco, ma il fidanzamento fu annullato dopo pochi mesi, così da poter promettere Emine a Silahdar Çorlulu Ali Paşah. Il matrimonio venne posticipato a causa della deposizione del padre di Emine nel 1703, e della sua sostituzione col fratello minore, Ahmed III.
Alla fine, Emine si sposò quattro volte: 
- L'8 aprile 1708 con Silahdar Çorlulu Ali Paşah. Le nozze si tennero insieme a quelle della sua sorellastra Ayşe Sultan. La sposa aveva 12 anni e lo sposo 38. Ali offrì a Emine come dono di nozze diamanti, rubini, smeraldi, gioielli e 2.000 pezzi d'oro. Emine rimase vedova nel 1711, quando suo marito fu giustiziato[3][4].
- Nel 1712 Emine sposò Recep Paşah, beylerbey di Trebisonda. Rimase vedova nel 1723.
- Nel 1724 sposò Ibrahim Paşah. Divorziò da lui poco dopo senza nemmeno convocarlo per avvertirlo, perché giudicò la sua organizzazione del pellegrinaggio a La Mecca "detestabile" e dichiarò che aveva coperto di vergogna se stesso, lei e l'intera famiglia imperiale.
- Il 1 giugno 1728 sposò Abdullah Paşah. Rimase vedova nel 1736[5][6][7].

Non sono noti figli nati da questi matrimoni. 

### Beneficenza
Nel 1715, Emine commissionò una fontana vicino alla Moschea Çivizade, nel quartiere Topkapi. 

### Morte
Emine Sultan morì nel 1739 e venne sepolta nella Mevlevihane Kapısı, a Costantinopoli. 